# Petrus Ignatius Josephus Maria van der Velden
Petrus Ignatius Josephus Maria van der Velden (Rotterdam, 6 mei 1890 - Nijmegen, 8 november 1964) was een RKSP-politicus.
Hij doorliep het gymnasium in Roermond en studeerde, na eerst in Rotterdam en Amsterdam in de handel gewerkt te hebben, rechten aan de Rijksuniversiteit Leiden. Hij was bij verschillende bedrijven werkzaam als juridisch adviseur en vestigde zich in 1921 als procureur en curator in Nijmegen. Van der Velden werd in 1931 tot wethouder in de Nijmegen verkozen. Hij had de portefeuille financiën en legde toen zijn functie als secretaris van de lokale R.K. Kiesvereeniging 'Recht voor Allen' neer. Hij was sinds 1939 ook kantonrechter in Breda.
Toen in 1942 burgemeester Joseph Steinweg aftrad op last van de Duitse bezetter, werd hij benoemd tot waarnemend burgemeester. Hij vervulde die functie van 1 mei 1942 tot 24 februari 1943 en werd toen opgevolgd door NSB burgemeester Marius van Lokhorst. Na de bevrijding van Nijmegen werd hij door het militaire gezag op 19 september 1944 benoemd tot tijdelijk burgemeester. Op zijn tweede benoeming was veel kritiek vanuit de Nijmeegse bevolking omdat hij in zijn eerste periode als burgemeester veel meegaander was geweest met het uitvoeren van verordeningen van de Duitse bezetter dan zijn voorganger Joseph Steinweg. Op 16 oktober 1944 werd hij opgevolgd door Charles Hustinx. Na de oorlog was hij tot 1960 werkzaam als kantonrechter in Nijmegen. Van der Velden werd gedecoreerd tot ridder in de Orde van de Nederlandse Leeuw.